# Somewhere in Afrika
Albums de Manfred Mann's Earth Band
Chance
(1980) Budapest Live
(1984)
Singles
1. Eyes Of Nostradamus
Sortie : 12 mars 1982
2. Redemption Song (No Kwazulu)
Sortie : juin 1982
3. Tribal Statistics
Sortie : novembre 1982
4. Demolition Man
Sortie : janvier 1983
5. Runner
Sortie : février 1984

Somewhere in Afrika est le onzième album studiodu groupe de rock Manfred Mann's Earth Band. Il sort en Allemagne dès le 15 novembre 1982, puis au Royaume-Uni en février 1983 sur le label Bronze Records. Les États-Unis ne voient pas sa sortie avant le 14 novembre 1983 sur le label Arista Records. Il est produit par Manfred Mann.

## Historique
Il s'agit en fait d'un concept - album qui est consacré dans sa majorité sur le sujet des Bantoustans pendant la période de l'Apartheid en Afrique du Sud et dans le Sud-Ouest africain. Ces régions furent créées pour permettre la ségrégation, seules les populations et Ethnies noires y vivaient. Les familles étaient souvent morcelées, l'homme travaillant et vivant dans une région différente des siens. Manfred Mann natif de Johannesburg en Afrique du Sud, qui avait dû quitter son pays natal en 1961 à cause de ses positions anti-apartheid, en est le principal compositeur (hors reprises).
L'album contient des chants africains enregistrés en Afrique du Sud avec l'aide de la population locale par Matt Irving et des chants enregistrés à Londres par des musiciens sud-africains expatriés. Ils seront incorporés pendant le mixage de l'album.
Il atteint la 40e place du Billboard 200 aux USA, mais c'est en Allemagne qu'il a le plus de succès, se classant à la 8e place des charts.

## Liste des titres

### Version originale vinyle

#### Face 1
| No | Titre                          | Auteur        | Durée |
| -- | ------------------------------ | ------------- | ----- |
| 1. | Tribal Statistics              | Andy Qunta    | 4:13  |
| 2. | Eyes of Nostradamus            | Al Stewart    | 3:31  |
| 3. | Third World Service            | Anthony Moore | 5:18  |
| 4. | Demolition Man                 | Sting         | 3:46  |
| 5. | Brothers and Sisters of Azania | Manfred Mann  | 2:42  |

#### Face 2
| No | Titre | Auteur                           | Durée |
| -- | --- | -------------------------------- | ----- |
| 6. | Africa Suite - a) Brothers and Sisters of Africa - b) To Bantustan - c) Koze Kobenini? (How Long Must We Wait?) - d) Lalela | Mann, Matt Irving, John Lingwood | 8:39  |
| 7. | Redemption Song (No Kwazulu)                                                                                                | Bob Marley                       | 7:36  |
| 8. | Somewhere in Africa | Trad arr: Mann, Lingwood         | 1:41  |

### Titres bonus réédition 1999
| No  | Titre                                         | Auteur                                | Durée |
| --- | --------------------------------------------- | ------------------------------------- | ----- |
| 9.  | Wardream                                      | Mann, Irving, Lingwood, Laing, Waller | 3:08  |
| 10. | Holiday's End                                 | Mann, Irving, Lingwood, Waller        | 2:41  |
| 11. | Redemption Song (No Kwazulu) (Single version) | Marley                                | 4:14  |
| 12. | Eyes of Nostradamus (12" single version)      | Stewart                               | 4:42  |
| 13. | Demolition Man (alternate single version)     | Sting                                 | 3:44  |

### Version américaine 1983
La version américaine sortie en novembre 1983 sur le label Arista Records comprend deux titres Runner et Rebel qui ne figurent pas sur les autres édition et propose un ordre des titres différent.

#### Face 1
1. Demolition Man (Sting) – 3:40

1. Runner (Ian Thomas) – 4:40
2. Rebel (Reg Laws) – 3:52
3. Eyes of Nostradamus (Al Stewart) – 3:28
4. Third World Service (Moore) – 3:24

#### Face 2
1. Somewhere in Africa (Trad arr Mann, Lingwood) – 1:38
2. Tribal Statistics (Qunta) – 4:16
3. Lalela (Mann, Lingwood) – 1:31
4. Redemption Song (No Kwazulu) (Bob Marley) – 4:11
5. Africa Suite (Mann, Irving, Lingwood) – 9:54
a) Brothers and Sisters of Africa (Mann) – 3:06
b) To Bantustan? (Mann) – 2:36
c) Koze Kobenini? (How Long Must We Wait?) (Mann, Irving) – 1:26
d) Brothers and Sisters of Azania (Mann) – 2:46

## Musiciens
- Manfred Mann : orgue, piano, synthétiseurs
- Chris Thompson : chant
- Steve Waller : chant, guitares
- Matt Irving : basse, guitare, programmation
- John Lingwood : batterie, percussions

### Musiciens additionnels
- Shona Laing : chant
- Chief Dawethi, Fats Mothya, Jabu Mbalu, Rufus Sefothuma & Zanty Lekau : chœurs
- Trevor Rabin : solo de guitare sur Redemption Song et Runner

## Charts
| Pays        | Durée du classement | Meilleur classement |
| ----------- | ------------------- | ------------------- |
| Allemagne   | 16 semaines         | 8e                  |
| États-Unis  | 21 semaines         | 40e                 |
| Norvège     | 5 semaines          | 8e                  |
| Royaume-Uni | 1 semaine           | 87e                 |
| Suède       | 3 semaines          | 14e                 |

Charts singles
| Année | Single | Chart                  | Durée du classement | Position |
| ----- | ------ | ---------------------- | ------------------- | -------- |
| 1984  | Runner | Hot 100                | 15 semaines         | 22e      |
| 1984  | Runner | Mainstream Rock Tracks | 13 semaines         | 3e       |